# Artedius harringtoni
Artedius harringtoni es una especie de pez del género Artedius, familia Cottidae, orden Scorpaeniformes. Fue descrita científicamente por Starks en 1896.
Es una especie inofensiva para el ser humano y muy utilizada en acuarios públicos.

## Descripción
La longitud total es de 10 centímetros.

## Distribución y hábitat
Se distribuye por el Pacífico oriental: isla Kodiak, desde Alaska hasta la isla San Miguel, sur de California, Estados Unidos. Habita en áreas rocosas intermareales y submareales donde puede alcanzar los 21 metros de profundidad.